# Марфан, Антуан Бернар-Жан
Антуа́н Берна́р-Жан Марфа́н (фр. Bernard-Jean Antoine Marfan; 23 июня 1858, Кастельнодари — 11 февраля 1942, Париж) — французский педиатр. Один из основоположников французской педиатрии. Профессор кафедры гигиены и клиники детского возраста Парижского университета (с 1910).

## Биография
Изучал медицину в Тулузе и Париже.
В течение почти 30 лет заведывал детской больницей, затем 10 лет — и детским приютом для подкидышей.
Член Парижской медицинской академии. Автор многочисленных работ по всем отделам педиатрии и ряда статей в научных периодических изданиях.
редактор и участник ряда капитальных руководств, с 1913 ро 1922 год редактировал журнал Le Nourrisson.
В основном, занимался вопросами, связанными с туберкулёзом, питанием и дифтерией у детей.
Впервые в 1896 году описал одну из форм врождённой дистрофии с поражением опорно-двигательного аппарата (паукообразные конечности, искривления позвоночника и др.) и внутренних органов, названное его именем — Синдром Марфана.
Другие медицинские термины, носящие имя Антуана Марфана:
- Синдром Денни–Марфана
- Синдром гипермобильности Марфана
- Закон Марфана
- Знак Марфана
- Симптом Марфана
- Синдром Марфана — Маделунга

Автор классического руководства по вскармливанию грудных детей (1889).

## Избранные труды
- Traité de l’allaitement et de l’alimentation des enfants du premier âge. Paryż, 1899; 4th ed., 1930.
- Leçons cliniques sur la diphtérie et quelques maladies des premières voies. Paryż, 1905.
- Les vomissements périodiques avec acétonémie. Paryż, 1921; 2nd ed., 1926.
- Les affections des voies digestives dans la première enfance. Paryż, 1923; 2nd ed., 1930.
- Pratique des maladies des enfants. Z Jeanem Andérodiasem i Jeanem René Cruchetem, Paryż, 1923.
- Clinique des maladies de la première enfance. 2 vol,. 1928—1930.
- Troubles et lesions gastriques dans la phthisie pulmonaire. Paryż, 1867.
- Maladies des voies respiratoire.[w:] Jean-Martin Charcot, Charles-Joseph Bouchard, Eduardo Brissaud et al. (red.) Traité de Médecine; Paryż, 1892.
- Un cas de déformation congénitale des quatres membres, plus prononcée aux extremités, caractérisée par l’allongement des os avec un certain degré d’amincissiment. Bulletins et memoires de la Société medicale des hôpitaux de Paris, 1896, 13: 220—228.
- Infant feeding and nutrition. 1899